# Salomonöarnas generalguvernör

Generalguvernörens flagga

Ned följer en lista över Salomonöarnas generalguvernörer. 
Landet är ett samväldesrike där samma person som är Storbritanniens monark även är landets statschef och företräds i landet av en generalguvernör.
| Namn            | Ämbetsperiod              |
| --------------- | ------------------------- |
| Baddeley Devesi | 7 juli 1978 – 7 juli 1988 |
| George Lepping  | 7 juli 1988 – 7 juli 1994 |
| Moses Pitakaka  | 7 juli 1994 – 7 juli 1999 |
| John Lapli      | 7 juli 1999 – 7 juli 2004 |
| Nathaniel Waena | 7 juli 2004 – 7 juli 2009 |
| Frank Kabui     | 7 juli 2009 – 7 juli 2019 |
| David Vuangi    | 7 juli 2019 – sittande    |